# Drop in the Park
Drop in the Park is de naam voor het gratis openluchtconcert dat de Amerikaanse rockband Pearl Jam op zondag 20 september 1992 in Magnuson Park in Seattle heeft georganiseerd. Het thema was Rock the Vote, met het oog op de naderende Amerikaanse presidentsverkiezingen. Alle 30,000 gratis kaarten waren binnen een paar uur vergeven.
Het concert stond maandenlang gepland voor 23 mei 1992, maar werd enkele dagen van tevoren door de lokale autoriteiten afgelast. De officiële reden was dat de verwachte toeloop inmiddels meer dan 30.000 toeschouwers betrof, een stuk meer dan de 5.000 toeschouwers die verwacht werden toen Pearl Jam nog relatief onbekend was. Ook zou de begeleidende punkband Seaweed een 'verkeerd element' zijn.
Op de dag zelf speelden vanaf elf uur 's ochtends Cypress Hill, Shawn Smith en Seaweed. Tussen twee uur en vier uur 's middags speelde Pearl Jam.
Volgens de non-profitorganisatie Rock The Vote registreerden 3.000 jongeren zich om te stemmen tijdens de naderende verkiezingen.